# Dorog

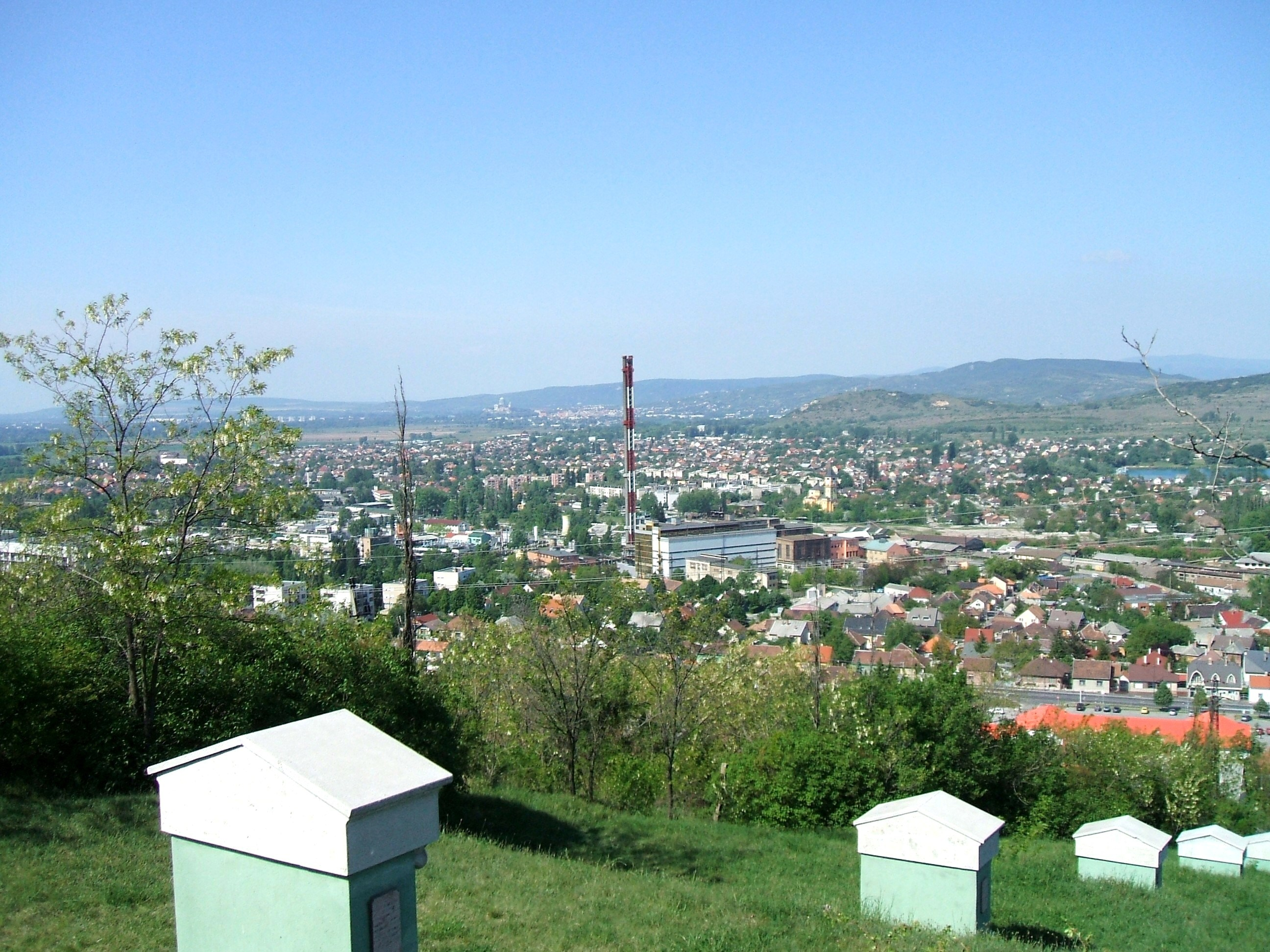
Pohled na Dorog v pozadí elektrárna

Dorog (německy Drostdorf) je město v severním Maďarsku v župě Komárom-Esztergom. Město bylo do roku 2013 centrem stejnojmenného okresu, nyní spadá pod okres Ostřihom. V roce 2015 ve městě žilo 11 883 obyvatel na rozloze 11,55 km². V roce 1906 zde byla uvedena do provozu místní elektrárna, která slouží místním dodnes.

## Poloha
Dorog se nachází v severním Maďarsku, v blízkosti Ostřihomi a slovenské hranice, 7 km jižně od Dunaje. Město vznikl v rovinaté krajině mezi pohořími Gerecse a Pilis. Původní vesnice vznikla na úpatí východního okraje pohoří Gerecse a modernější městská zástavba se rozvíjela od něj dále na sever a východ.

## Ekonomika
Původní obec se rozvinula díky německé kolonizaci. Od 18. století hrála roli dopravního uzlu. Rychlý rozvoj Dorogu ve 20. století umožnila nejen těžba uhlí, ale i výhodná dopravní geografická poloha; Do roku 1896 sem byla zavedena železniční trať z Budapešti, Ostřihomi a Komárna, díky níž se zde těžba a výroba energie podstatným způsobem urychlily.
Do roku 1931 sem zajížděly spoje příměstské budapešťské železnice HÉV.
Po druhé světové válce bylo vysídleno několik set místních Němců. Zhruba tři sta místních Maďarů ve válce padlo. Rozsáhle bylo investováno jak do těžebního průmyslu, tak i do nové bytové výstavby. Na severu města vznikla panelová sídliště a na jeho okrajích rodinné domy. První paneláky nahrazovaly původně nuzné kolonie s úzkými uličkami. Do jisté míry se Dorog propojil i s nedalekou Ostřihomí, a to především ekonomicky a dopravně. Z administrativního hlediska se jedná o samostatná města. V době největšího rozvoje pracovaly v průmyslu dvě třetiny všech práceschopných obyvatel.
Roku 1984 získala původní obec statut města, jeho představitelé požádali o uznání a status o rok dříve. Likvidace dolů na konci 80. let 20. století však měla na město, na těžbě a zpracování uhlí závislé, negativní dopad. V Dorogu má svou továrnu firma Colgate-Palmolive (výroba kosmetiky), dále farmaceutická firma Gedeon Richter. Významnou roli zde hraje i textilní a stavební průmysl. Městskou průmyslovou zónu, vybudovanou v roce 1999, tvoří firma Sanyo, která se ve městě soustředí na výrobu solárních článků. Nezaměstnanost se pohybuje kolem 3-4 procent.

## Obyvatelstvo
Většina obyvatelstva je převážně maďarské národnosti. Ve sčítání lidu z roku 2011 se k maďarské národnosti přihlásilo 83,7 %, k německé 2,7 %, k romské 1,4 %. Ostatní jsou zastoupeny méně než jedním procentem.
Po roce 1980 počet obyvatel pomalu, byť setrvale klesá. 

## Partnerská města
- Wendlingen am Neckar, Německo
- Žirany, Slovensko